# Hambach an der Weinstraße
Hambach an der Weinstraße ist der gemessen an der Einwohnerzahl zweitgrößte Stadtteil der kreisfreien Stadt Neustadt an der Weinstraße in Rheinland-Pfalz. Bis 1969 war der Winzerort eine selbständige Gemeinde. Er gilt als Wiege der deutschen Demokratie, weil 1832 auf dem nahen Hambacher Schloss eine große Freiheitskundgebung stattfand, das Hambacher Fest; dadurch erlangte der Ort überregionale Bekanntheit.

## Geographie

### Lage
Hambach liegt in der Vorderpfalz am Osthang der Haardt und am westlichen Rand des Oberrheingrabens auf (von Ost nach West) etwa 150 bis 300 m Höhe; das Alte Rathaus hat eine Höhenlage von 182 m. Direkt nordöstlich grenzt die Kernstadt von Neustadt an der Weinstraße an, unmittelbar südlich der weitere Ortsteil Diedesfeld.
Westlich des Siedlungsgebiets erstreckt sich der Gemeindewald Hambach. Innerhalb der Hambacher Waldgemarkung befinden sich außerdem die Hohe-Loog-Ebene, die Waldschneise Speierheld, der Hellerplatz, das Hellertal, das Kaltenbrunner Tal mit der Kaltenbrunnerhütte und das Finstertal.
Die drei ursprünglichen Ortsbereiche Ober-, Mittel- und Unterhambach sind nach ihrer Höhenlage benannt und bereits vor geraumer Zeit zusammengewachsen. Unterhambach wird häufig mit seiner bedeutendsten Straße, der Andergasse (pfälzisch die „anner Gass“, also die „andere Gasse“), gleichgesetzt.

### Erhebungen

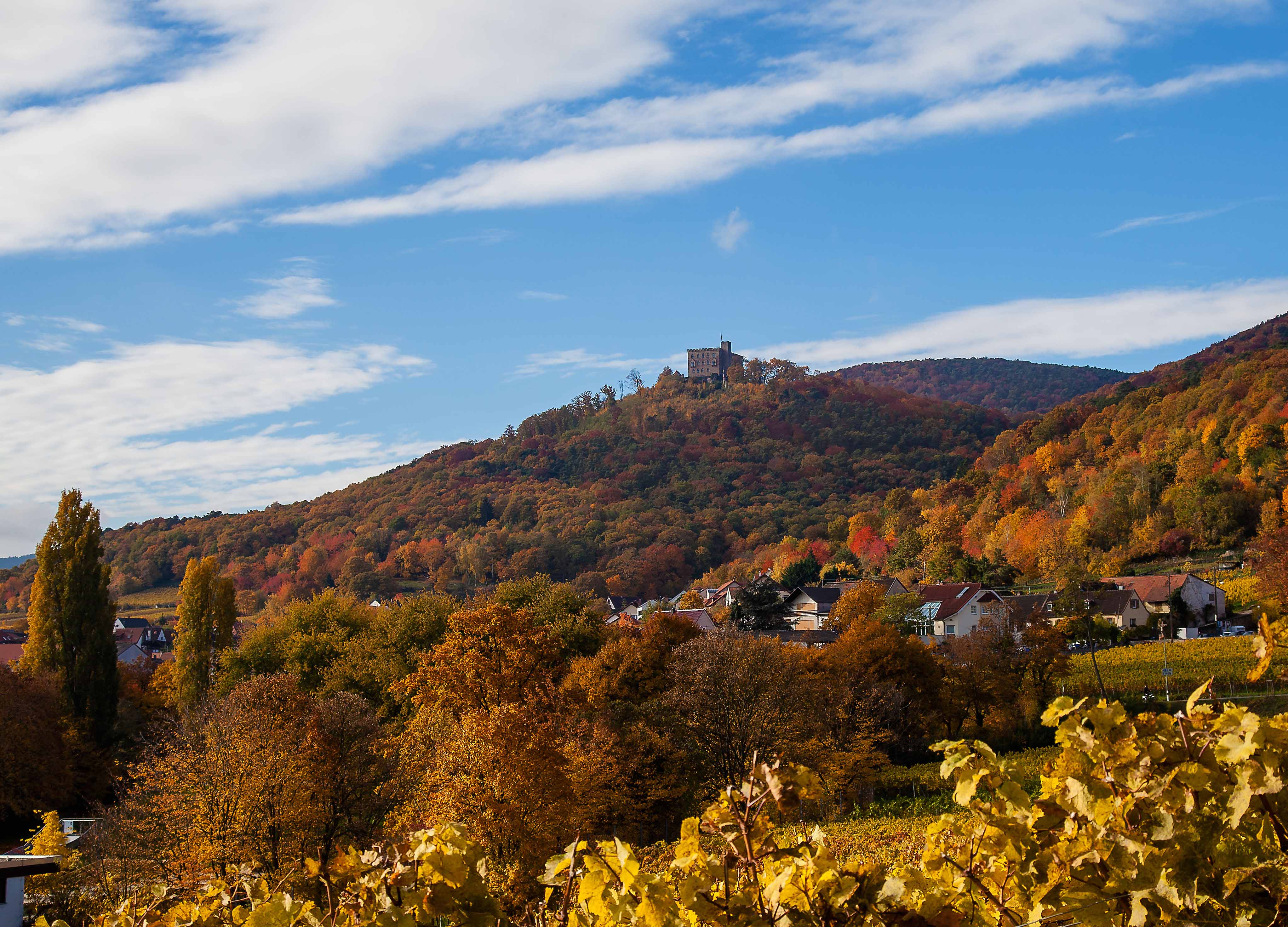
Blick aus Nordosten auf Hambach; im Hintergrund der Schlossberg mit dem Hambacher Schloss

Südwestlich der Bebauung erhebt sich der 379,2 Meter hohe Schlossberg und nordwestlich von diesem der Rittersberg (531,8 m). Weiter nördlich in Siedlungsnähe liegen der Heidelberg (313,4 m) und der Häuselberg (319,8 m). Ganz im Norden des Ortes erstrecken sich der 490,3 m hohe Nollenkopf und der Nollensattel (320,4 m). Alle gehören zur Haardt, dem Ostrand des Pfälzerwalds. Weiter westlich erstrecken sich an der Gemarkungsgrenze zu Diedesfeld der Sommerberg (501,9 m) und die 618,7 m messende Hohe Loog samt ihrem Nebengipfel Bergstein (481,3 m), außerdem der Sternberg (511,3 m), die Platte (560,8 m) und ganz im Westen der Gemarkung der Hohberg (512,1 m).

### Gewässer
Am Südwestfuß des Schlossbergs entspringt der 14,3 km lange Hörstengraben. Er fließt durch Diedesfeld nach Osten, sein Wasser erreicht über den Kropsbach den Speyerbach. Der Kanzgraben, 8,6 k langer linker Zufluss des Hörstengrabens, hat seine Quelle am Nordostfuß des Schlossbergs. Er entwässert mit seinen Nebenbächen die Hambacher Gemarkung und fließt in Ostrichtung durch Mittelhambach. Durch die Waldgemarkung fließt in Süd-Nord-Richtung der Kaltenbrunnertalbach, ein rechter Zufluss des Speyerbachs.

### Klima
Die Hanglage am Westrand der Tiefebene bewirkt ein mildes Klima. Kalte Luftmassen, die mitunter in Frühjahrsnächten auftreten und dann zu Spätfrösten führen, gleiten von den Hängen zu Tal und fließen in die Ebene ab. Die im Westen vorgelagerten Erhebungen Häuselberg, Heidelberg und Schlossberg halten einen Großteil der Niederschläge ab.

## Geschichte
Der Römerweg, der in seinem unteren Teil mittlerweile Dammstraße heißt, wurde in der Vergangenheit fälschlich für die alte römische Verbindung zwischen Straßburg und Mainz gehalten; diese verlief allerdings nicht zwischen den Hügeln an der heutigen Weinstraße, sondern etwas weiter östlich in der Ebene. Die römischen Siedlungskernen gegebene Benennung „Hantio“ fand keinen Eingang in spätere Urkunden.
Hambachs Name leitet sich von der altfränkischen Bezeichnung Haganbach her. Diese fand erstmals 865 urkundliche Erwähnung und deutet auf einen Bachlauf hin, der aus einem lichten Wald, einem Hag, kam. In Frage hierfür kommt wegen seines Namens der Hambach. Gemäß einer Steuerstatistik aus dem Jahr 1341 musste der Ort jährlich eine Steuer von 70 Pfund Pfennigen an das Hochstift Speyer zu dem die Gemeinde damals gehörte, aufbringen.
Beim Hochstift verblieb der Ort bis Ende des 18. Jahrhunderts. Von 1798 bis 1814, als die Pfalz Teil der Französischen Republik (bis 1804) und anschließend Teil des Napoleonischen Kaiserreichs war, war Hambach in den Kanton Neustadt (Donnersberg) eingegliedert und besaß eine eigene Mairie.  1815 wurde der Ort Österreich zugeschlagen. Bereits ein Jahr später wechselte der Ort wie die gesamte Pfalz in das Königreich Bayern. Von 1817 bis 1862 gehörte die Gemeinde dem Landkommissariat Neustadt an; aus diesem ging das Bezirksamt Neustadt hervor.

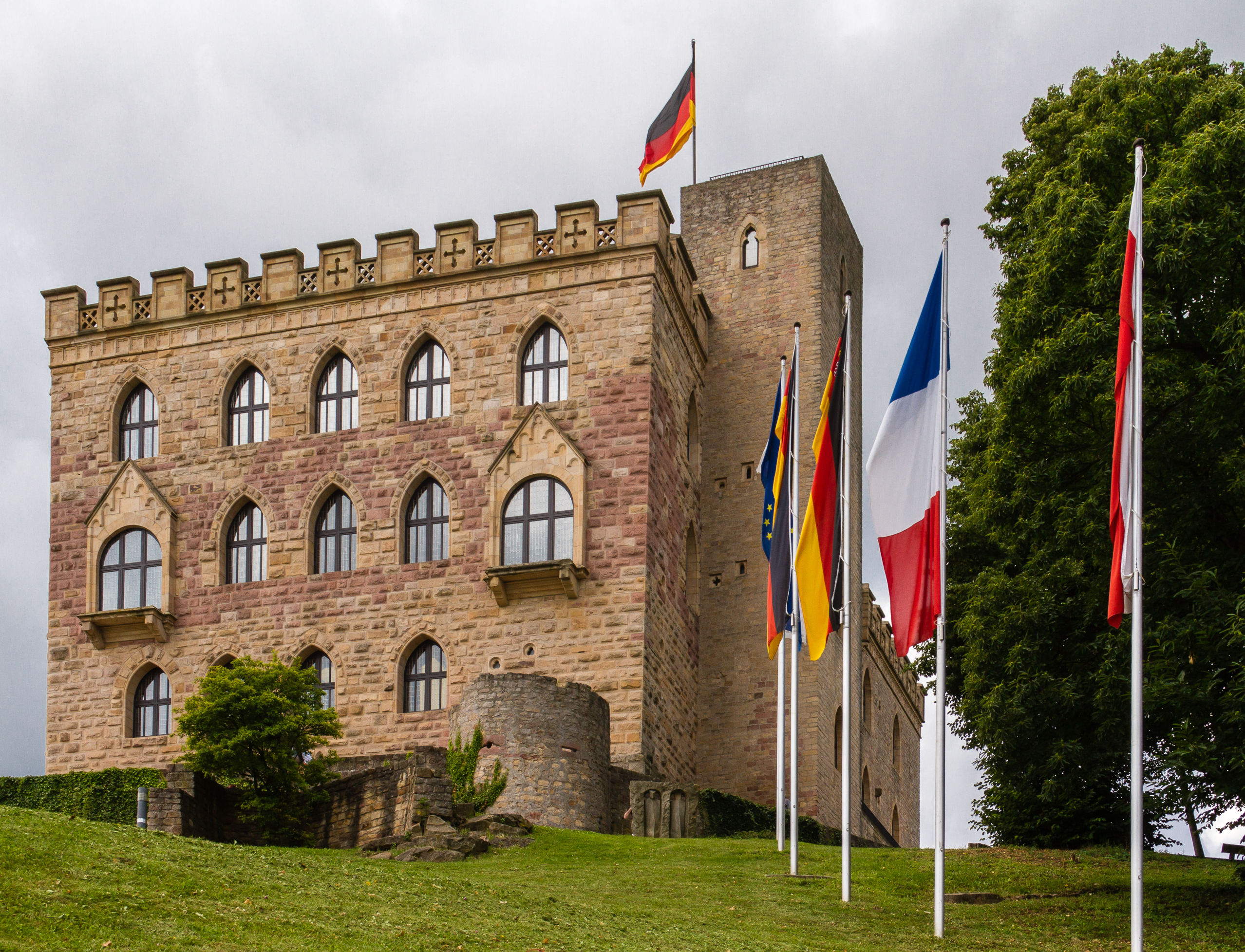
Hambacher Schloss (2012)

1832 fand das bekannteste Ereignis in der Ortsgeschichte in Form der Freiheitskundgebung, die 1832 auf dem Hambacher Schloss stattfand und als Hambacher Fest in die Geschichtsbücher eingegangen ist, statt.
1935 erhielt Hambach den offiziellen Zusatz „an der Weinstraße“. Ab 1939 war die Gemeinde Bestandteil des Landkreises Neustadt an der Weinstraße. Nach dem Zweiten Weltkrieg wurde der Ort innerhalb der französischen Besatzungszone Teil des Regierungsbezirks Pfalz im damals neu gebildeten Land Rheinland-Pfalz. Im Zuge der ersten rheinland-pfälzischen Verwaltungsreform wurde Hambach am 7. Juni 1969 in die kreisfreie Stadt Neustadt an der Weinstraße eingemeindet.

## Bevölkerungsentwicklung
1815 hatte der Ort 1500 Einwohner. Heute ist Hambach mit mehr als 5000 Einwohnern der zweitgrößte Neustadter Ortsteil. Im Juni 2011 hatte es 5531, im Januar 2012 5288 Einwohner. Aufgrund seiner Hanglagen hatte es bereits vor der Eingemeindung große Bedeutung als Wohnvorort von Neustadt. Besonders der Römerweg gilt als bevorzugte Wohnlage.

## Politik

### Ortsbeirat
Für den Stadtteil Hambach wurde ein Ortsbezirk gebildet. Dem Ortsbeirat gehören 15 Beiratsmitglieder an, den Vorsitz im Ortsbeirat führt der direkt gewählte Ortsvorsteher.
Zur Zusammensetzung des Ortsbeirats siehe die Ergebnisse der Kommunalwahlen in Neustadt an der Weinstraße.

### Ortsvorsteher
Pascal Bender (SPD) wurde am 24. Juli 2024 Ortsvorsteher von Hambach. Bei der Direktwahl am 9. Juni 2024 hatte er sich mit einem Stimmenanteil von 56,1 % gegen einen Mitbewerber durchgesetzt.
Benders Vorgängerin Gerda Bolz (CDU) hatte das Amt zehn Jahre inne und kandidierte 2024 nicht erneut als Ortsvorsteherin.

### Wappen
| Wappen von Hambach an der Weinstraße | Blasonierung: „In Grün ein silbernes Hufeisen mit den Stollen nach unten.“    |
| Wappen von Hambach an der Weinstraße | Das Hufeisen verfügt über eine Zehenkappe und sieben rechteckige Nagellöcher. |

## Sehenswürdigkeiten und Kultur

### Kulturdenkmäler

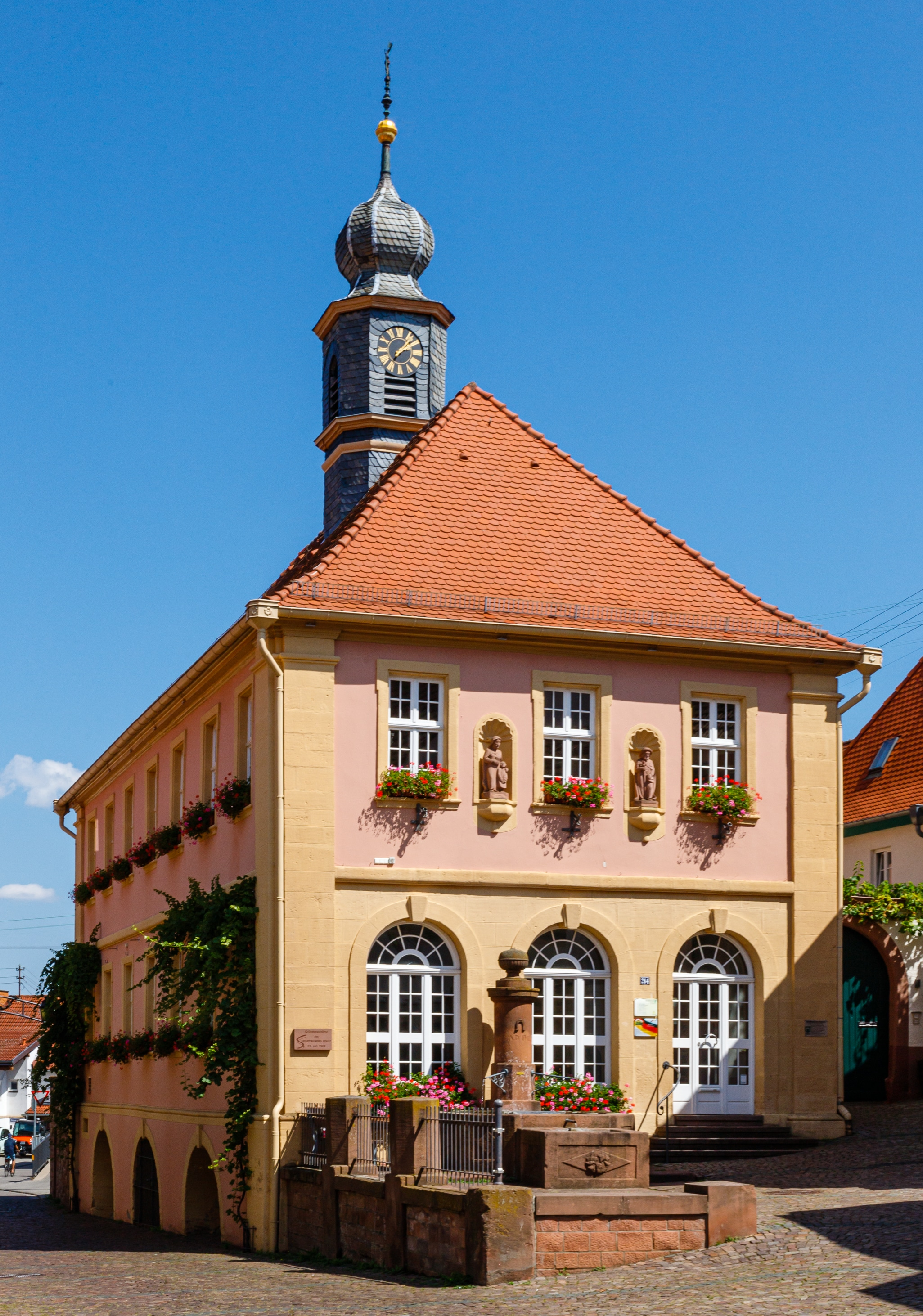
Denkmalgeschütztes Altes Rathaus

Mit dem Hambacher Schloss sowie den Ortskernen von Oberhambach und Mittelhambach verfügt der Ortsbezirk über drei Denkmalzonen. Ersteres erhebt sich auf dem Schlossberg über dem Ort. Es ist alternativ bekannt unter seinem alten Namen „Kästenburg“ (von pfälzisch „Keschde“ für die Kastanienbäume, die am Schlossberg wachsen) oder als „Maxburg“ (seit 1842, nach dem späteren bayerischen König Maximilian). Hinzu kommen mehr als hundert Einzelbauwerke, die unter Denkmalschutz stehen.
Wie das Schloss stammt ebenso die Kirche St. Jakobus in Oberhambach aus dem Mittelalter; teilweise wird sie als Wehrkirche bezeichnet. Das Alte Rathaus wurde 1739 unter Fürstbischof Damian Hugo Philipp von Schönborn-Buchheim, Kardinal und Ritter des Deutschen Ordens, erbaut. In Unterhambach steht das Bischöfliche Försterhaus. Überall im Ort gibt es Brunnen, die teilweise ebenfalls denkmalgeschützt sind.
In Hambach wurde Mitte der 1990er Jahre die Idee aufgegriffen, den Ort mit seinen zahlreichen historischen Gebäuden und Denkmälern durch das Anbringen von Informationstafeln informativer für den Besucher zu gestalten. Nach vielerlei Vorarbeit und durch den Einsatz von Hambacher Bürgern, finanziert durch den Förderverein „Die Hambacher e. V.“, konnten im Oktober 2001 die ersten Informationstafeln angebracht werden. Weitere Tafeln kamen dann bis zum Jahr 2007 hinzu. Informationstafeln über historische Gebäude und Denkmäler gehören inzwischen zum Erscheinungsbild von vielen Städten und Gemeinden. Dieselben sind dann meistens an Ortseingängen, auf Parkplätzen, oder auch an Bauwerken angebracht und weisen die Besucher auf besondere Hinweise, die aus wirtschaftlichen, religiösen oder baugeschichtlichen Gründen von besonderer Bedeutung sind, hin.

### Natur
Mit einer Eibe und einer Wellingtonie befinden sich im Siedlungsgebiet außerdem zwei Naturdenkmale. Oberhalb des Wohngebiets erstrecken sich die Naturschutzgebiete Haardtrand - Am Häuselberg und Haardtrand - Am Heidelberg.

### Vereine
Vor Ort existiert unter anderem der Breitensportverein TV Hambach.
Ein anderer wichtiger Verein ist die Landjugend Hambach.

### Regelmäßige Veranstaltungen
Andergasser Fest

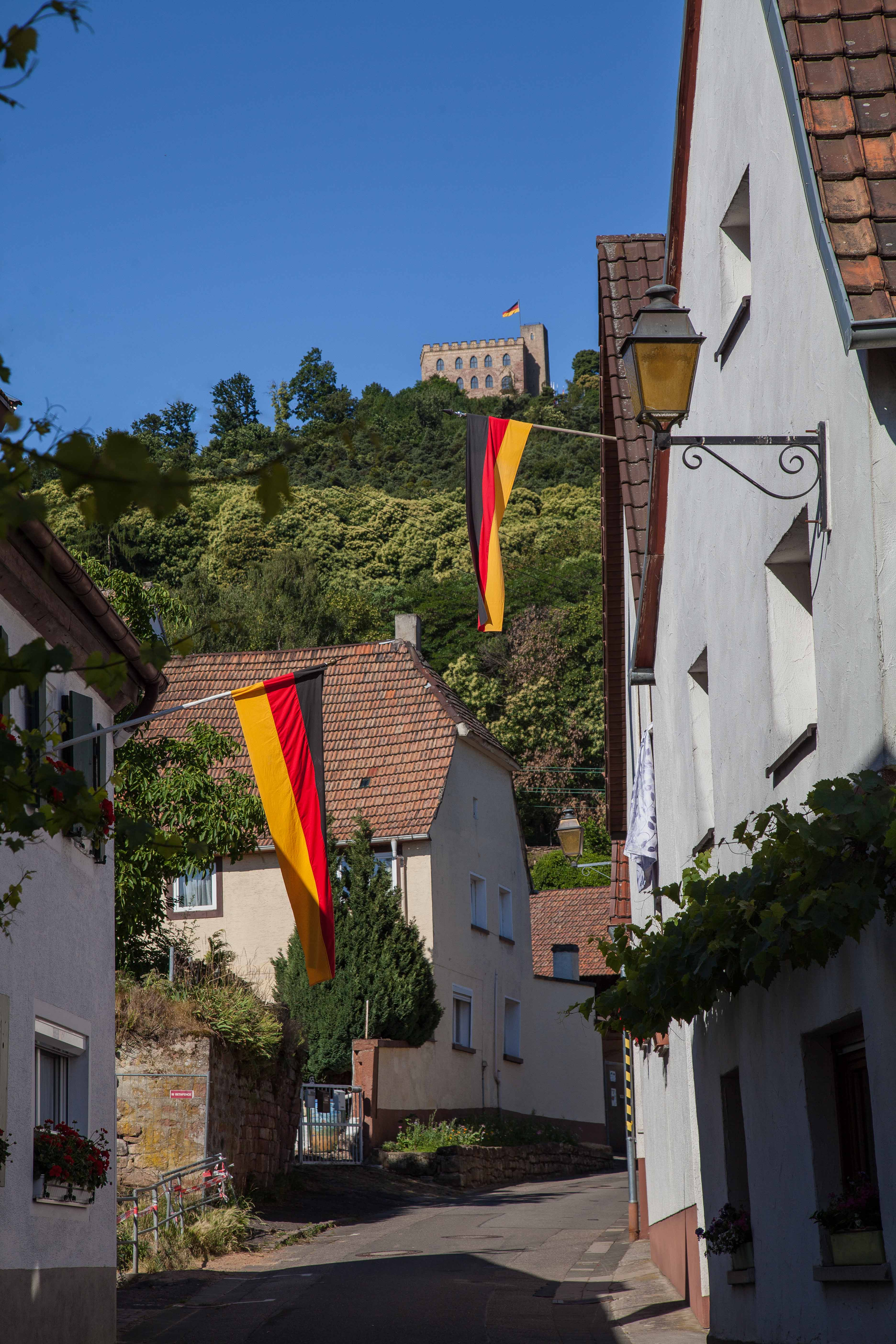
Hambach schwarz-rot-gold im Jahr 2014

Das Andergasser Fest gehört zu den großen Weinfesten der Pfalz und findet jedes Jahr Anfang Mai statt. Der Name des Festes leitet sich von der Andergasse ab, die als „Festmeile“ fungiert. Sie gibt an ihrem Westende den Blick auf das Hambacher Schloss frei.
Das Andergasser Fest beginnt mit dem Aufstellen des Maibaums in der Obergasse sowie dem Küfertanz der ortsansässigen Winzer. Straußwirtschaften, die über den gesamten Vorort verteilt sind, bieten zum örtlichen Wein regionale Spezialitäten wie Spießbraten vom Rebenfeuer, hausgemachten Räucherschinken oder „Flääschknepp“, in Brühe gegarte Fleischklöße, mit Meerrettich.
Hambach schwarz-rot-gold
Als Nachfolgeveranstaltung der Hambacher Brunnen- und Gässelkerwe wird seit 2012 am 2. Wochenende im Juni das Weinfest Hambach schwarz-rot-gold gefeiert. Mit seinem Namen nimmt das Fest Bezug auf das Hambacher Fest von 1832, bei dem die heutige deutsche Flagge mitgeführt wurde und das als Ausgangspunkt der deutschen Demokratiebewegung gilt. Im Jahr 2013 wurde das Fest von der Pfalzweinwerbung als Weinfest des Jahres 2013 ausgezeichnet.
Weitere Veranstaltungen
Weitere Veranstaltungen sind die Jakobus-Kerwe (letztes Wochenende im Juli), CuliVino (Pfingstsamstag und Pfingstsonntag) und die ganzjährig stattfindenden Veranstaltungen auf dem Hambacher Schloss. Jährlich findet außerdem das Hambacher Musikfest statt, das vom Mandelring Quartett geleitet wird. Am 30. August 2009 war Hambach Eröffnungsort des Erlebnistags Deutsche Weinstraße; das Motto lautete „Perlen der Pfalz“.

## Wirtschaft und Infrastruktur

### Wirtschaft

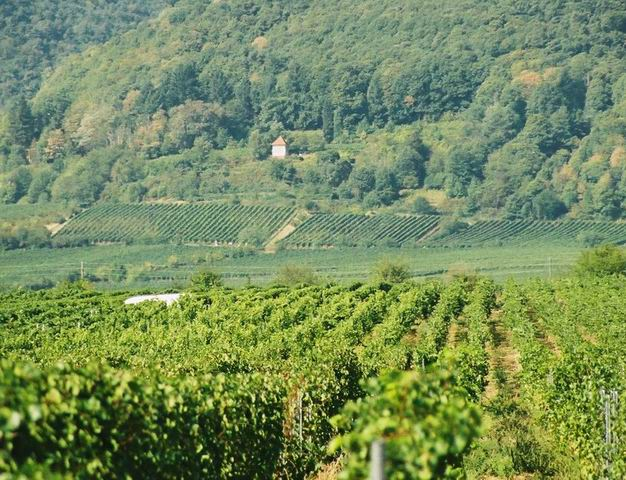
Weinberge bei Hambach

Die günstigen klimatischen Verhältnisse ermöglichen den Anbau hochwertiger Weine. Die Hambacher Weinlagen sind Feuer, Kaiserstuhl, Kirchberg, Römerbrunnen und Schlossberg. Die Gewächse werden nicht ausschließlich weltweit vermarktet, sondern können in Weingütern, Weinstuben und Gaststätten ebenso vor Ort verkostet werden.
Im Freiland reifen neben Esskastanien auch Mandeln, Feigen und Zitrusfrüchte. In den Hambacher Waldbereichen, vor allem auf dem Schlossberg, dominieren seit der Römerzeit helle Esskastanienwälder; sie machen dort 80 % des Baumbestands aus und fallen im Frühjahr schon von weitem durch ihr hellgrünes Laub auf.
Hambach ist staatlich anerkannter Erholungsort und besitzt am östlichen Ortsrand ein großes beheiztes Freibad. Zudem war die Vereinigte Lohnsteuerhilfe zeitweise in Hambach ansässig. Am östlichen Siedlungsrand befindet sich außerdem die Hambacher Mühle. Zudem befand sich vor Ort zeitweise eine Messstation des Fernmeldetechnischen Zentralamtes.
Im Zuge der Haingeraide war Hambach an der sogenannten ersten Haardtgeraiden beteiligt, die in der frühen Neuzeit aufgelöst und die teilweise der Gemeinde unterstellt wurde. Der Haagwald wurde 1822 Bestandteil des Gemeindewalds.

### Bildung
- Oberhambacher Schulhaus; Gemeinde Schulhaus, Neubau 1724, nach Brand Aufstockung um ein Mansarddach (1909); Sitz der Gemeindeverwaltung 1935–1983; heute Privatbesitz
- Altes Schulhaus mit Turnhalle; Errichtet 1876 (Türsturz), heute: Haus der Vereine; Turnhalle des Turnvereins Hambach 1891 eV, erweitert 1997
- Dr.-Albert-Finck-Schule, benannt nach dem auf dem nahegelegenen Friedhof bestatteten ehemaligen Kultusminister Albert Finck (1895–1956). Haupttrakt 1956/1958, Architekt Ludwig Gunzelmann; Schulhauserweiterung 1965/69, Architekt Michael Goos; Giebel-Sgraffito mit Glasmosaik: GV= Georg Vorhauer (1956); Aluminiumrelif an Stirnwand der Turnhalle mit Motivszenen aus dem Sport

### Verkehr
Durch Hambach führte von 1912 bis 1955 die Pfälzer Oberlandbahn, eine straßenbahnähnliche Schmalspurbahn, die Neustadt und Landau verband.
Die Verkehrsanbindung Hambachs erfolgt über die A 65 (Anschlussstelle 13/Neustadt-Süd) in die Richtungen Ludwigshafen am Rhein und Karlsruhe sowie über die ehemalige B 38 – mittlerweile Landesstraße 516 – und die durch den Ort führende Deutsche Weinstraße, die hier zusätzlich als Ortsstraße die Bezeichnung „Weinstraße“ führt, nördlich nach Neustadt. In südlicher Richtung erreicht die Deutsche Weinstraße nach 1 km Diedesfeld.

### Tourismus

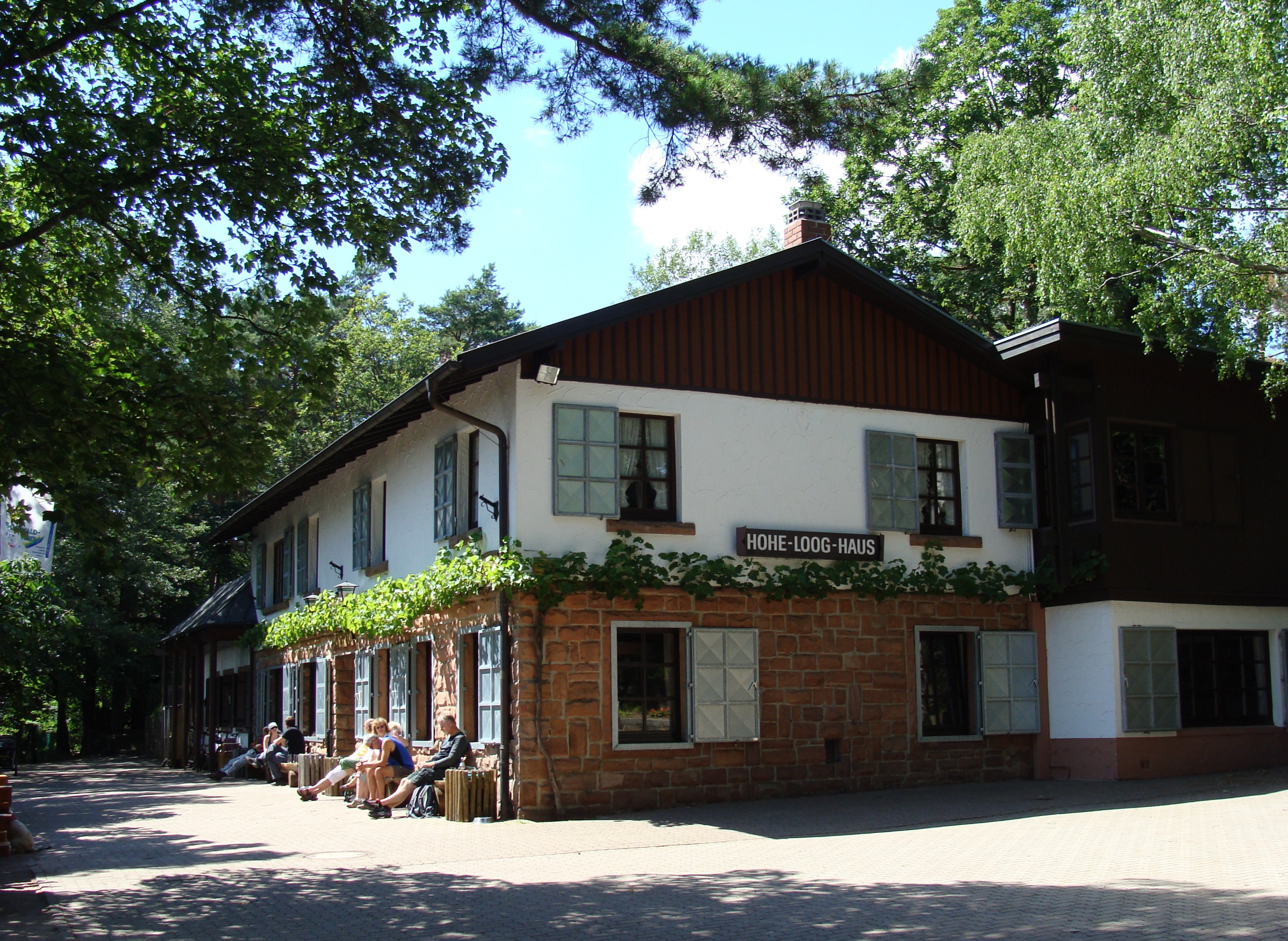
Hohe-Loog-Haus

Mitten durch Hambach verlaufen die Deutsche Weinstraße und der Radweg Deutsche Weinstraße. Über Hambach führte die Nordroute der Pfälzer Jakobswege, der Teil des historischen Pilgerweges nach Santiago de Compostela war.
Einige Kilometer weiter westlich des Siedlungsgebiets mitten im Pfälzerwald befinden sich mit dem Hellerplatzhaus und dem Hohe-Loog-Haus zwei Hütten des Pfälzerwald-Vereins.
Durch die Waldgemarkung verläuft der Pfälzer Weinsteig, der für eine kurze Strecke den nördlichen Rand der Bebauung streift. Ebenfalls abseits des Siedlungsgebiets verlaufen ein Wanderweg, der mit einem grün-gelben Kreuz markiert ist, einer, der mit einem roten Balken gekennzeichnet ist, und ein solcher mit einem mit einem blau-roten Balken. Ein weiterer, der mit einem roten Balken markiert ist, verläuft am westlichen und nördlichen Rand der Hambacher Wohnbebauung von Neuleiningen bis nach Siebeldingen.

## Persönlichkeiten

### Söhne und Töchter des Ortes
- Jakob Friedrich Bussereau (1863–1919), katholischer Geistlicher
- Emil Josef Clade (1916–2010), deutscher Kampfflieger und Luftfahrtpionier

### Personen, die vor Ort gewirkt haben
- Karolina Burger (1879–1949), katholische Lehrerin und Stiftsgründerin, arbeitete 1898 als Krankheitsvertretung in Hambach.
- Hans-Heinrich Fußer (* 1942), Maler und Grafiker, besitzt in Hambach ein Atelier.
- Johannes von Geissel (1796–1864), katholischer Geistlicher, Bischof von Speyer, Erzbischof von Köln und Kardinal, war 1818/19 für kurze Zeit Kaplan in Hambach.
- Georg Grohé (1846–1919), Gutsbesitzer und Weinhändler in Hambach, war Reichstagsabgeordneter und Ortsbürgermeister.
- Laura Julier (* 16. April 1991) war 2014/2015 Pfälzische Weinkönigin.
- Christiane Maether (* 1941), Malerin und ehemalige Kunstprofessorin, lebt vor Ort.
- Maritta Müller, 1975/1976 Pfälzische Weinkönigin
- Maria Poh, 1938/1939 Pfälzische Weinkönigin
- Renate Poh, 1958/1959 Pfälzische Weinkönigin
- Franz Xaver Remling (1803–1873), katholischer Geistlicher, 1833–1852 Pfarrer von Hambach, Bischöflicher Geistlicher Rat, Domkapitular der Diözese Speyer, verfasste mehrere historische Werke.
- Eibe Riedel (* 1943), emeritierter Rechtsprofessor, wohnt in Hambach.
- Max Schmitt (1891–1963), Bauingenieur, starb vor Ort.
- Franz Schwarzwälder (* 1949), Fußballtorwart u. a. beim 1. FC Nürnberg und beim FSV Mainz 05, ist in Hambach aufgewachsen.
- Aloys Weisenburger (1815–1887), katholischer Geistlicher, Prediger, Schriftsteller und Publizist, wohnte in Hambach.
- Benno Zech (1928–2022), von 1969 bis 1996 Ortsvorsteher, war von 1957 bis 1983 Lehrer an der Dr.-Albert-Finck-Schule und dort ab 1977 Rektor.